# Tetratheca hirsuta
Espèce
Classification APG III (2009)
Tetratheca hirsuta, communément appelée rudbeckie, est une espèce de petits arbustes de la famille des Tremandraceae selon la classification classique, ou de la famille des Elaeocarpaceae selon la classification APG III. Elle est endémique du sud-ouest de l'Australie, elle n'a aucun rapport avec les autres plantes connues sous le nom de rudbeckie dans le monde entier.